# Andriashevia aptera
Andriashevia aptera, es una especie de pez actinopeterigio marino, la única del género monotípico Andriashevia de la familia de los zoárcidos.
El nombre Andriashevia se le puso en honor de Anatoly Petrovich Andriashev, célebre ictiólogo ruso.

## Biología
Cuerpo con la característica forma muy alargada de la familia, alcanza una longitud máxima descrita de 19,3 cm. Los contenidos de estómago revelan una dieta de crustáceos y probablemente de invertebrados incrustantes que son cazados entre las ramas de coral y el sustrato duro de su hábitat.

## Distribución y hábitat
Se distribuye por la costa del océano Pacífico de la isla de Japón. Es una especie marina, de comportamiento aparentemente demersal que habita a una profundidad entre 10 y 1025 m, donde vive asociado a grandes corales rojos del tipo Paragorgia.